# Pavel Durov
Pavel Valer'evič Durov (in russo Па́вел Вале́рьевич Ду́ров?; Leningrado, 10 ottobre 1984) è un imprenditore russo con cittadinanza nevisiana, francese ed emiratina.
È noto per essere il fondatore del social network russo VK e del servizio di messaggistica istantanea Telegram, quest'ultimo mantenuto assieme al fratello Nikolaj.
Nel 2022 è, secondo Forbes, il 115º uomo più ricco del mondo con un patrimonio stimato di 15,1 miliardi di dollari.

## Biografia
Nato a Leningrado (ora San Pietroburgo), ha vissuto dai 4 agli 8 anni a Torino, per seguire il lavoro del padre (latinista e professore universitario di filologia classica). Tornato nel 1992 con la famiglia a San Pietroburgo, si è poi laureato con lode discutendo una tesi in filologia presso l'Università locale. Durov ha una visione libertaria della politica e dell'economia e dice di essere vegetariano e taoista. Il giorno del suo 27º compleanno ha donato un milione di dollari alla Wikimedia Foundation. Comparando il successo di Facebook e VK, c'è chi definisce Pavel Durov «il Mark Zuckerberg della Russia».
L'infanzia e la carriera di Pavel Durov sono descritte in dettaglio nel libro russo Il codice Durov. La vera storia di VK e del suo creatore (2012). Suo nonno, Semën Petròvič Tuljakòv, durante la seconda guerra mondiale servì nel 65º reggimento di fanteria, partecipò alle battaglie sul fronte di Leningrado nelle zone di Krasnoborsk, Gatčina ed altre. Ferito tre volte, ricevette gli ordini della Stella Rossa, della Guerra patriottica di seconda e poi della prima classe. Dopo la guerra fu arrestato. Il padre, Valèrij Semënovič Dùrov, è dottore in scienze filologiche, autore di articoli scientifici, dal 1992 è a capo del dipartimento di filologia classica della facoltà di filologia dell'Università di San Pietroburgo.
Il 24 agosto 2024 Dùrov è stato arrestato dalle autorità francesi presso l'aeroporto di Le Bourget. Su di lui era stato spiccato un mandato di custodia cautelare per la totale mancanza di moderatori su Telegram che secondo le accuse ha consentito l'attività criminale indisturbata, la diffusione di disinformazioni e la condivisione di contenuti cospirativi, neonazisti, pedofili, nonché di quelli legati ad atti sessuali non consensuali o al terrore.
Nel marzo 2025 ha ottenuto il permesso di lasciare la Francia. Durov ha affermato che di aver rifiutato di censurare le attività dei partiti euroscettici in relazioni alle elezioni presidenziali in Romania del 2025 su richiesta delle autorità francesi. Nel giugno 2025 Durov ha dovuto affrontare una rinnovata controversia dopo che un'indagine di IStories ha rivelato che parti fondamentali dell'infrastruttura tecnica di Telegram sono gestite da aziende con legami con i servizi segreti russi, sollevando preoccupazioni sul potenziale accesso ai metadati e sulla sorveglianza degli utenti.

## Carriera

### VK
Nel 2006 Durov ha fondato VKontakte, noto anche come VK, ispirato a Facebook. La gestione congiunta con suo fratello Nikolai ha fatto crescere il valore di questo sito fino a 3 miliardi di dollari.
Nel 2011 è stato coinvolto in uno scontro con la polizia a San Pietroburgo, quando il governo ha chiesto la rimozione delle pagine degli oppositori politici dopo le elezioni del 2011 per il rinnovo della Duma; Durov ha messo online la foto di un cane con la lingua fuori, vestito con una felpa con cappuccio, e non ha aperto la porta alla polizia che se n'è andata dopo un'ora.
Nel 2012 ha pubblicato una foto di se stesso che allungava il dito medio come la sua risposta ufficiale ai tentativi del gruppo Mail.ru di acquistare VK. Nel dicembre 2013 ha venduto il suo 12% ad Ivan Tavrin (a quel tempo il 40% delle azioni apparteneva al gruppo Mail.ru e il 48% alla United Capital Partners); in seguito Tavrin ha rivenduto la partecipazione a Mail.ru Group.

#### Licenziamento da VK
Il 1º aprile 2014 Durov ha presentato le sue dimissioni; in un primo momento, per il fatto che la società le aveva accettate, si credeva fossero legate alla crisi ucraina iniziata a febbraio. Ma il giorno 3 lo stesso Durov ha fatto sapere che si trattava di un pesce d'aprile.
Il 16 aprile 2014 Durov si è rifiutato pubblicamente di consegnare i dati dei manifestanti ucraini alle agenzie di sicurezza russe e di bloccare la pagina di Aleksej Naval'nyj su VK. Per contro, ha pubblicato gli ordini pertinenti sulla propria pagina VK sostenendo che le richieste erano illegali.
Il 21 aprile 2014 è stato sollevato dall'incarico di amministratore delegato di VK. La società ha detto di aver dato seguito alla sua lettera di dimissioni presentata un mese prima (che lui non ricordava). Durov ha affermato che in realtà la società era stata rilevata dagli alleati di Vladimir Putin, facendo capire che la sua cacciata era il risultato del suo rifiuto di consegnare alle forze dell'ordine federali i dati personali sia degli utenti in genere, sia dei membri di un gruppo VK dedicato al movimento di protesta Euromaidan. Durov ha poi lasciato la Russia ed ha dichiarato che "non ha intenzione di tornare indietro" e che "ora il Paese è incompatibile con il business di Internet".

### Telegram
Dopo aver lasciato la Russia, ha ottenuto la cittadinanza di Saint Kitts e Nevis, donando 250 000 dollari alla fondazione per la diversificazione dell'industria dello zucchero del Paese e assicurandosi 300 milioni di dollari in contanti presso le banche svizzere. Ciò gli ha permesso di concentrarsi sulla creazione della sua nuova azienda, Telegram, incentrata su un servizio di messaggistica crittografato con lo stesso nome. La società aveva sede a Berlino, poi si è trasferita a Dubai. Successivamente ha provato a lanciare la criptovaluta "Gram" e la piattaforma The Open Network (TON), avviando una startup da 1,7 miliardi di dollari con investitori tra cui la vedova di Steve Jobs, Laurene Powell Jobs. Queste iniziative sono state bloccate però dalla SEC e dai tribunali federali degli Stati Uniti.

## Posizioni politiche
Durov si oppone apertamente al governo di Vladimir Putin, sostenendo idee di libertà individuale e un'economia basata sul laissez-faire. Nonostante si definisca un libertario, ha dichiarato di essere ispirato anche da figure come Che Guevara e Steve Jobs coniugando così un ideale di ribellione con una visione imprenditoriale innovativa.
Nel 2014 ha lasciato la Russia dopo il rifiuto di condividere i dati degli utenti di VK con il governo, decisione che ha segnato l'inizio di un lungo periodo di auto-esilio. Da allora, come lui stesso dichiara, ha continuato a promuovere "la libertà di espressione e la protezione della privacy" attraverso Telegram.
Nel 2024 ha ribadito la sua convinzione che Telegram deve rimanere neutrale e non farsi coinvolgere nei conflitti geopolitici.
Oltre all'attività imprenditoriale, ha pubblicato manifesti con proposte per migliorare la Russia e ha donato un milione di dollari alla Wikimedia Foundation per sostenere Wikipedia.

## Vita privata
Pavel Durov ha due figli e non è sposato. La compagna Julia Vavìlova è laureata, come Durov, all'Università di San Pietroburgo, esperta in criptovalute.